# 1986 في بيرو
فيما يلي قوائم الأحداث التي وقعت خلال عام 1986 في بيرو.

## سياسة

### انتهاء فترة المنصب
- 28 يوليو – لويس سانشيز رئيس مجلس شيوخ بيرو ‏.

## رياضة
- 1 يناير – الدوري البيروفي لكرة القدم 1986 الفائز Asociación Deportiva San Agustín [الإنجليزية]‏.
- 1 يناير – كوبا بيرو 1986 الفائز Deportivo Cañaña [الإنجليزية]‏.

## مواليد

### يناير
- 9 يناير – مانويل هيريديا
- 21 يناير – أوسكار فيلتشيز لاعب كرة قدم بيروفي.[1]
- 26 يناير – داماريس موسيقية بيروفية.

### فبراير
- 19 فبراير – جونيور روس لاعب كرة قدم بيروفي.[2]

### مارس
- 1 مارس – خوسيه كارفايو لاعب كرة قدم بيروفي.[3]

### أبريل
- 27 أبريل – ميجيل كيفسكو لاعب كرة قدم بيروفي.[4]

### مايو
- 11 مايو – رينزو ريفوريدو لاعب كرة قدم بيروفي.[5]
- 16 مايو – انطونيو غونزاليس لاعب كرة قدم بيروفي.

### يونيو
- 11 يونيو – ماجالي سولير[6]

### يوليو
- 8 يوليو – جايسون داي

### أغسطس
- 26 أغسطس – جيانفرانكو إسبينوزا لاعب كرة قدم بيروفي.[7]

### أكتوبر
- 13 أكتوبر – أدان بالبين لاعب كرة قدم بيروفي.[8]

### نوفمبر
- 28 نوفمبر – كلوديا ريفيرو لاعب تنس الريشة.[9]

## وفيات

### ديسمبر
- 19 ديسمبر – دومينغو غارسيا (مواليد 1904) لاعب كرة قدم بيروفي.